# Aguson e Chantòsma
Aguson i Chantòsma són dos vilatges que componen un municipi (Aguson e Chantòsma en francès), amb la particularitat que el primer pertant al domini d'oïl, mentre que el segon és de llengua occitana. És situat a la regió del Centre - Vall del Loira, al departament de l'Indre. Està situat al Camí de Sant Jaume de Compostel·la, a la riba del riu Cruesa.